# SMS Markgraf
SMS Markgraf là chiếc thứ ba trong lớp thiết giáp hạm König được Hải quân Đế quốc Đức chế tạo trong Chiến tranh Thế giới thứ nhất. Markgraf được đặt lườn vào tháng 11 năm 1911 và được hạ thủy vào ngày 4 tháng 6 năm 1913. Nó được chính thức đưa ra hoạt động cùng Hạm đội Biển khơi Đức vào ngày 1 tháng 10 năm 1914, chỉ trên hai tháng sau khi chiến tranh nổ ra tại Châu Âu. Markgraf được trang bị mười khẩu pháo SK 30,5 xentimét (12,0 in) L/50 trên năm tháp pháo nòng đôi, và có thể di chuyển với tốc độ tối đa 21 hải lý trên giờ (39 km/h; 24 mph). Tên của nó được đặt nhằm tôn vinh Hoàng gia Baden.
Cùng với ba chiếc tàu chị em cùng lớp König, Grosser Kurfürst và Kronprinz, Markgraf đã tham gia hầu hết các hoạt động của hạm đội trong chiến tranh, kể cả trận Jutland vào ngày 31 tháng 5-1 tháng 6 năm 1916. Là chiếc thứ ba trong hàng chiến trận Đức trong trận này, con tàu đã chịu đựng hỏa lực ác liệt từ những thiết giáp hạm của Hạm đội Grand đối địch, bị bắn trúng năm quả đạn pháo hạng nặng, khiến 23 người thương vong. Nó cũng tham gia Chiến dịch Albion, cuộc chinh phục vịnh Riga do Nga chiếm giữ vào cuối năm 1917. Tuy nhiên, con tàu bị hư hại do một quả thủy lôi trên đường quay trở về Đức sau sự thành công của chiến dịch.
Sau khi Đức thua trận và phải ký thỏa thuận Đình chiến vào tháng 11 năm 1918, Markgraf cùng với hầu hết Hạm đội Biển khơi bị lưu giữ tại căn cứ của Hải quân Hoàng gia Anh ở Scapa Flow. Các con tàu bị giải giới và chỉ duy trì một thủy thủ đoàn tối thiểu để bảo trì trong khi diễn ra các cuộc đàm phán hòa bình để dẫn đến Hiệp ước Versailles. Vào ngày 21 tháng 6 năm 1919, Chuẩn Đô đốc Ludwig von Reuter ra lệnh đánh đắm hạm đội trong khi các tàu Anh làm nhiệm vụ canh phòng tiến ra khỏi cảng để tập trận. Markgraf chìm lúc 16 giờ 45 phút. Không giống như đa số các tàu bị đánh đắm khác, Markgraf chưa từng được cho nổi lên; xác tàu đắm của nó hiện vẫn còn nằm dưới đáy vũng biển.

## Thiết kế và chế tạo

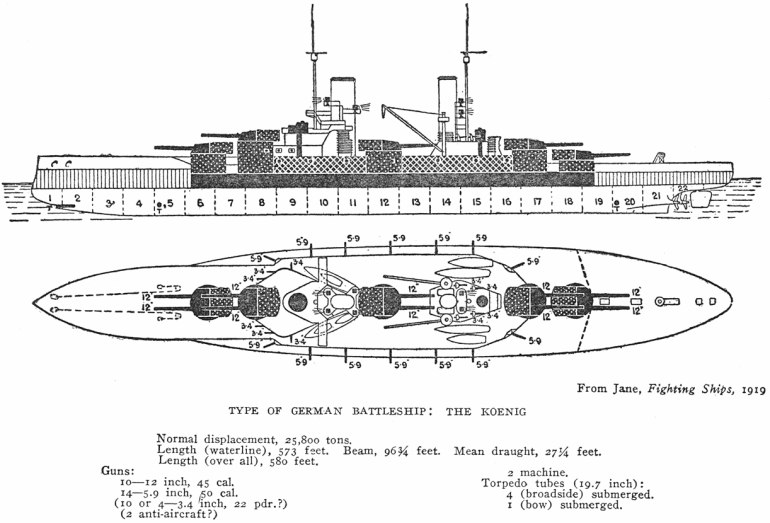
Sơ đồ và mặt cắt của lớp König, như được mô tả trong Jane's Fighting Ships 1919

Markgraf được đặt hàng dưới cái tên tạm thời Ersatz Weissenburg và được chế tạo tại xưởng tàu của hãng AG Weser ở Bremen dưới số hiệu chế tạo 186. Nó được đặt lườn vào tháng 11 năm 1911 và được hạ thủy vào ngày 4 tháng 6 năm 1913. Trong buổi lễ hạ thủy, con tàu được đỡ đầu bởi Frederick II, Đại công tước của Baden, người đứng đầu Hoàng gia Baden có vinh dự đặt tên cho con tàu. Công việc trang bị được hoàn tất vào ngày 9 tháng 8 năm 1914, ngày mà nó được đưa ra hoạt động cùng Hạm đội Biển khơi Đức. Nó đã làm tiêu tốn cho Chính phủ Đế quốc Đức 45 triệu Mác vàng Đức.
Markgraf có trọng lượng choán nước tiêu chuẩn 25.796 t (28.435 tấn Mỹ) khi chế tạo và lên đến 28.600 t (31.500 tấn Mỹ) khi đầy tải nặng, với chiều dài 175,4 m (575 ft), mạn thuyền rộng 19,5 m (64 ft) và độ sâu của mớn nước là 9,19 m (30,2 ft). Nó được vận hành bởi ba turbine hơi nước Bergmann, được cung cấp hơi nước bởi ba nồi hơi đốt dầu và mười hai nồi hơi đốt than, sản sinh ra tổng công suất 43.300 shp (32,3 MW) và đạt được tốc độ tối đa 21 kn (39 km/h). Con tàu có tầm hoạt động tối đa 8.000 nmi (15.000 km; 9.200 mi) khi di chuyển ở tốc độ đường trường 12 hải lý trên giờ (22 km/h; 14 mph). Con tàu có một thủy thủ đoàn bao gồm 41 sĩ quan và 1.095 thủy thủ.
Nó được trang bị mười khẩu pháo SK 30,5 cm (12,0 in) L/50 bố trí trên năm tháp pháo nòng đôi: hai tháp pháo bắn thượng tầng phía trước và hai phía sau, cùng một tháp pháo thứ năm giữa hai ống khói. Dàn pháo hạng hai bao gồm mười bốn khẩu 15 cm (5,9 in), sáu khẩu 8,8 cm (3,5 in) và năm ống phóng ngư lôi 50 cm (20 in) ngầm, gồm ống một trước mũi và hai ống mỗi bên mạn. Sau này, các khẩu pháo 8,8 cm của Markgraf được tháo dỡ thay bằng bốn khẩu 8,8 cm phòng không. Đai giáp chính của con tàu dày 350 milimét (14 in), sàn tàu bọc thép dày 30 mm (1,2 in), trong khi các tháp pháo chính và tháp chỉ huy phía trước được bảo vệ bằng các tấm thép dày 300 mm (12 in).

## Lịch sử hoạt động

### Các hoạt động ban đầu
Ngay sau khi đưa ra hoạt động vào ngày 1 tháng 10 năm 1914, Markgraf tiến hành các cuộc chạy thử máy huấn luyện kéo dài cho đến ngày 12 tháng 12. Đến ngày 10 tháng 1 năm 1915, con tàu gia nhập Hải đội Chiến trận 3 thuộc Hạm đội Biển khơi Đức cùng với ba con tàu chị em cùng lớp. Vào ngày 22 tháng 1 năm 1915, Markgraf cùng phần còn lại của Hải đội Chiến trận 3 được cho tách ra khỏi hạm đội để tiến hành các cuộc huấn luyện cơ động, tác xạ và ngư lôi tại biển Baltic. Chúng quay trở lại Bắc Hải vào ngày 11 tháng 2, quá trễ để có thể giúp đỡ cho Đội Tuần tiễu một trong trận Dogger Bank.
Sau việc chiếc Blücher bị mất trong trận Dogger Bank, Kaiser Wilhelm II cách chức Đô đốc Friedrich von Ingenohl vào ngày 2 tháng 2. Người thay thế trong vai trò tư lệnh hạm đội, Đô đốc Hugo von Pohl, tiến hành một loạt các cuộc tiến quân của Hạm đội Biển khơi trong suốt năm 1915. Một hoạt động như vậy, có sự tham gia tác chiến lần đầu tiên của Markgraf, là cuộc di chuyển đến Terschelling vào ngày 29-30 tháng 3, tuy nhiên Hạm đội Đức đã không gặp bất kỳ lực lượng đối phương nào. Hai cuộc tiến quân hạm đội khác diễn ra vào các ngày 17-18 tháng 4 và 21-22 tháng 4 cũng không có kết quả. Markgraf cùng với phần còn lại của Hạm đội ở lại cảng cho đến ngày 29 tháng 5, khi chúng xuất quân một lượt khác đến Bắc Hải kéo dài hai ngày. Vào ngày 11-12 tháng 9, Markgraf cùng với phần còn lại của Hải đội Chiến trận 3 hỗ trợ cho một chiến dịch rải mìn ngoài khơi Texel. Một cuộc tiến quân Hạm đội vô sự khác diễn ra vào ngày 23–24 tháng 10.
Phó Đô đốc Reinhard Scheer trở thành Tổng tư lệnh Hạm đội Biển khơi vào ngày 18 tháng 1 năm 1916 sau khi tình hình sức khỏe của Đô đốc von Pohl xấu đi do mắc phải ung thư gan không cho phép ông tiếp tục giữ cương vị trên. Scheer đề xuất một chính sách hung hăng hơn buộc đưa đến sự đối đầu với Hạm đội Grand Anh Quốc; ông nhận được sự phê chuẩn của Kaiser vào tháng 2. Chiến dịch đầu tiên của Scheer được tiến hành vào tháng tiếp theo, bằng một cuộc càn quét vô sự đến Hoofden trong các ngày 5-7 tháng 3. Một cuộc tiến quân khác diễn ra vào ngày 26 tháng 3, tiếp nối bởi một đợt khác vào các ngày 21-22 tháng 4 cũng không có kết quả. Vào ngày 24 tháng 4, các tàu chiến-tuần dương thuộc Đội Tuần tiễu 1 dưới quyền chỉ huy của Chuẩn Đô đốc Franz von Hipper tiến hành cuộc bắn phá xuống bờ biển Anh Quốc. Markgraf cùng với phần còn lại của Hạm đội di chuyển từ xa để hỗ trợ. Tàu chiến-tuần dương Seydlitz trúng phải một quả thủy lôi trên đường đi đến mục tiêu, nên bị buộc phải rút lui. Các tàu chiến-tuần dương khác tiến hành bắn phá Lowestoft mà hầu như không gặp sự kháng cự, nhưng trên đường đi đến Yarmouth, chúng đụng độ với các tàu tuần dương Anh thuộc Lực lượng Harwich. Một cuộc đấu pháo ngắn ngủi diễn ra trước khi Lực lượng Harwich rút lui. Các báo cáo về hoạt động của tàu ngầm Anh tại khu vực đã buộc Đội Tuần tiễu 1 phải rút lui. Vào lúc này, Đô đốc Reinhard Scheer nhận được cảnh báo về việc Hạm đội Grand đã khởi hành từ căn cứ của chúng ở Scapa Flow, ông ra lệnh rút lui về vùng biển Đức an toàn hơn.

### Trận Jutland

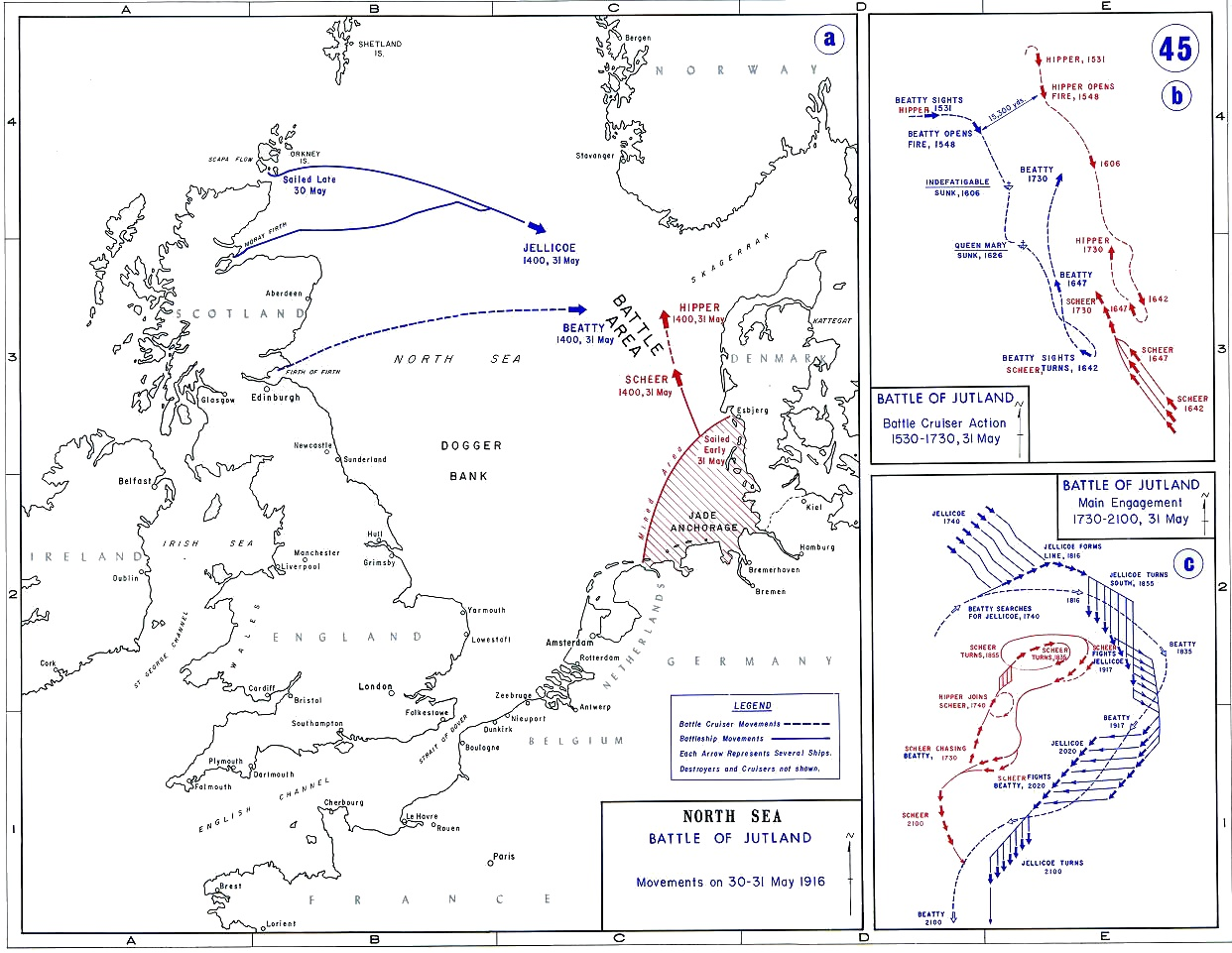
Bản đồ trình bày sự cơ động của hạm đội Anh (xanh) và Đức (đỏ) trong ngày 31 tháng 5–1 tháng 6 năm 1916.

Markgraf đã có mặt trong hoạt động của hạm đội vốn đã đưa đến trận Jutland vào ngày 31 tháng 5-1 tháng 6 năm 1916. Hoạt động này là một nỗ lực lặp lại các kế hoạch trước đây dự định thu hút một phần Hạm đội Grand để tiêu diệt chúng trước khi phần chủ lực của Hạm đội Anh có thể đáp trả. Markgraf là chiếc thứ ba trong hàng chiến trận Đức, ngay phía sau các con tàu chị em König và Grosser Kurfürst rồi được tiếp nối bởi Kronprinz; bốn chiếc này hình thành nên Đội 5 trực thuộc Hải đội Chiến trận 3, là đơn vị đi tiên phong của hạm đội, dưới quyền chỉ huy của Chuẩn Đô đốc Paul Behncke, đặt cờ hiệu của mình trên soái hạm König. Ngay phía sau chúng l̀à những chiếc lớp Kaiser thuộc Đội 6 của Hải đội Chiến trận 3, rồi tiếp theo là những chiếc lớp Helgoland và Nassau thuộc Hải đội Chiến trận 2, và sau cùng là các thiết giáp hạm tiền-dreadnought lớp Deutschland lạc hậu thuộc Hải đội Chiến trận 1.
Không lâu trước 16 giờ 00, các tàu chiến-tuần dương thuộc Đội Tuần tiễu 1 đối đầu với Hải đội Tuần chiến-Tuần dương 1 Anh Quốc dưới quyền chỉ huy của Đô đốc David Beatty. Các lực lượng đối địch bắt đầu một cuộc đấu pháo, vốn đã đưa đến việc phá hủy chiếc HMS Indefatigable không lâu sau 17 giờ 00, rồi đến lượt HMS Queen Mary không đầy nữa giờ sau đó. Vào lúc này, các tàu chiến-tuần dương Đức di chuyển về phía Nam nhằm thu hút các tàu chiến Anh về phía lực lượng chủ lực của Hạm đội Biển khơi. Đến 17 giờ 30, thiết giáp hạm Đức dẫn đầu König nhìn thấy cả Đội Tuần tiễu 1 của Đức bên mạn phải và Hải đội Tàu chiến-tuần dương 1 của Anh bên mạn trái. Đến 17 giờ 45 phút, Scheer ra lệnh bẻ lái 2 point (22,5°) sang mạn trái để đưa các con tàu của ông đến gần hơn các tàu chiến-tuần dương Anh. Lệnh khai hỏa được đưa ra chỉ một phút sau đó.
Markgraf nổ súng nhắm vào tàu chiến-tuần dương Tiger ở khoảng cách 21.000 yd (19.000 m). Cùng lúc đó, dàn pháo hạng hai của nó cùng với hai tàu chị em cũng khai hỏa nhắm vào các tàu khu trục Anh đang tìm cách tung ra đợt tấn công bằng ngư lôi nhắm vào hạm đội Đức. Markgraf tiếp tục đối đầu với Tiger cho đến 18 giờ 25 phút, lúc mà các tàu chiến-tuần dương nhanh hơn tìm cách thoát ra khỏi tầm bắn hiệu quả. Cũng trong giai đoạn này, các thiết giáp hạm Anh Warspite và Valiant thuộc Hải đội Chiến trận 5 đã khai hỏa vào các thiết giáp hạm Đức dẫn đầu. Lúc 18 giờ 10 phút, một trong số các tàu chiến Anh đã bắn trúng một phát đạn pháo 15 in (380 mm) vào Markgraf. Không lâu sau đó, tàu khu trục Moresby bắn một quả ngư lôi nhắm vào Markgraf nhưng đã bị trượt ở khoảng cách 8.000 yd (7.300 m). Sau đó thiết giáp hạm Malaya bắn một quả ngư lôi nhắm vào Markgraf lúc 19 giờ 05 phút, nhưng đã bị trượt do tầm bắn quá xa. Cũng trong khoảng thời gian đó, Markgraf đối đầu với một tàu tuần dương thuộc Hải đội Tuần dương nhẹ 2 của Anh trước khi chuyển hỏa lực trở lại nhắm vào Hải đội Chiến trận 5 trong mười phút. Trong giai đoạn này, hai quả đạn pháo 15 inch khác đã đánh trúng Markgraf, nhưng thời gian chính xác đã không được ghi nhận. Quả đạn pháo bắn trúng lúc 18 giờ 10 phút chạm vào chỗ nối giữa hai tấm thép giáp dày 8 inch, nó kích nổ khi va chạm và làm thủng vỏ giáp. Sàn tàu chính bị cong, và khoảng 400 t (390 tấn Anh; 440 tấn Mỹ) nước đã tràn vào trong con tàu. Hai quả đạn pháo khác không kích nổ và chỉ gây những hư hại không đáng kể.
Không lâu trước 19 giờ 00, tàu tuần dương Đức Wiesbaden bị đánh hỏng bởi một quả đạn pháo từ chiếc tàu chiến-tuần dương Anh Invincible; Chuẩn Đô đốc Behncke trên chiếc König tìm cách cơ động Hải đội Chiến trận 3 để bảo vệ cho chiếc tàu tuần dương bị bắn trúng. Nhưng cùng lúc đó, các hải đội tuần dương nhẹ 3 và 4 của Anh bắt đầu một cuộc tấn công bằng ngư lôi vào hàng chiến trận Đức; trong khi tiến đến đủ khoảng cách để phóng ngư lôi, chúng tấn công Wiesbaden bằng hỏa lực của dàn pháo chính. Các tàu tuần dương bọc thép lạc hậu thuộc Hải đội Tuần dương 1 cũng tham gia cuộc chiến lộn xộn này. Markgraf và các tàu chị em đã dội hỏa lực vào các tàu tuần dương Anh, nhưng việc chịu đựng hỏa lực pháo hạng nặng của các thiết giáp hạm đối phương không đủ để đánh đuổi các tàu tuần dương Anh. Markgraf khai hỏa bằng cả dàn pháo chính 30,5 cm lẫn pháo hạng hai 15 cm nhắm vào chiếc tàu tuần dương bọc thép Defence; vốn cũng chịu đựng hỏa lực từ các tàu chiến chủ lực Đức khác, nên đã nổ tung và chìm lúc 19 giờ 19 phút. Chiến công đánh chìm Defence thường được các sử gia dành cho chiếc tàu chiến-tuần dương Lützow, cho dù các pháo thủ của Markgraf cũng báo cáo đã đánh chìm con tàu.
Markgraf sau đó nả pháo vào chiếc tàu chiến-tuần dương Princess Royal và ghi được hai phát trúng đích. Phát thứ nhất đánh trúng vỏ giáp dày 9 inch bao bọc tháp pháo "X", bị chệch hướng xuống phía dưới và kích nổ sau khi xuyên thủng vỏ giáp sàn tàu dày 1 inch. Toàn bộ nhân sự của khẩu đội khẩu pháo bên trái bị thiệt mạng, khẩu pháo bị loại bỏ đồng thời vụ nổ cũng làm hư hại nặng sàn tàu trên. Quả đạn pháo thứ hai xuyên thủng đai giáp dày 6 inch của Princess Royal, nảy lên trên một ngăn chứa than và kích nổ bên dưới sàn tàu bọc thép dày 1 inch. Hai quả đạn pháo đã giết chết 11 người và làm bị thương 31 người khác. Cùng lúc đó, dàn pháo hạng hai của Markgraf đã nhắm vào chiếc tàu tuần dương Warrior, vốn bị hư hại nặng bởi 15 phát đạn pháo hạng nặng và bị buộc phải rút lui. Warrior bị đắm trên đường cố lếch trở về cảng vào sáng hôm sau.
Vào khoảng 19 giờ 30 phút, các thiết giáp hạm thuộc lực lượng chính của Đô đốc John Jellicoe bước vào trận chiến; Orion bắt đầu nả pháo nhắm vào Markgraf lúc 19 giờ 32 phút; nó đã bắn bốn loạt đạn pháo xuyên thép (APC) 13,5 inch và ghi được một phát bắn trúng vào Markgraf trong loạt đạn pháo sau cùng. Quả đạn pháo kích nổ sau khi va chạm vào vỏ giáp bảo vệ tháp pháo 15 cm số 6. Quả pháo không thể xuyên thủng qua vỏ giáp nhưng cũng đủ loại bỏ khẩu pháo 15 cm khỏi vòng chiến, làm thiệt mạng tất cả thành viên của khẩu đội ngoại trừ hai người bị thương nặng. Một quả đạn pháo hạng nặng cũng suýt trúng con tàu vào lúc đó, và đến 19 giờ 44 phút, một trục chân vịt bị uốn cong đã buộc thủy thủ trên chiếc Markgraf phải tắt động cơ bên mạn trái;  Tốc độ của nó bị giảm còn 17–18 hải lý trên giờ (31–33 km/h), cho dù nó vẫn ở lại vị trí trong hàng chiến trận.
Không lâu sau 20 giờ 00, các thiết giáp hạm Đức đối đầu với Hải đội Tuần dương nhẹ 2; Markgraf chủ yếu sử dụng dàn pháo 15 cm. Vào lúc này, nó đụng độ với chiếc Agincourt, bị bắn trúng một phát đạn pháo 12 inch lúc 20 giờ 14 phút. Quả đạn pháo không phát nổ mà chỉ vỡ ra khi va chạm vào lớp giáp hông dày 8 inch, gây những hư hại nhẹ. Hai tấm thép 14 inch liền kề ngay bên dưới tấm thép giáp 8 inch bị đẩy lệnh nhẹ vào bên trong, khiến bị tràn nước nhẹ. Hỏa lực mạnh từ phía Hạm đội Anh đã buộc Scheer phải ra lệnh cho hạm đội chuyển hướng; sự cơ động này đã làm đảo lộn thứ tự hàng của hạm đội. Do tốc độ bị giảm, Markgraf đổi hướng sớm trong một nỗ lực để duy trì vị trí của nó trong hàng chiến trận; tuy nhiên, điều này lại buộc Grosser Kurfürst rơi ra khỏi đội hình. Markgraf lui về phía sau Kronprinz trong khi Grosser Kurfürst di chuyển lên phía trước để quay trở lại vị trí phía sau König. Sau khi tách ra thành công khỏi lực lượng Anh, Scheer chỉ thị cho hạm đội tổ chức thành đội hình di chuyển ban đêm, cho dù các sai sót trong việc liên lạc giữa ông trên soái hạm Friedrich der Grosse và chiếc dẫn đầu Westfalen đã gây ra những sự trì hoãn. Nhiều tàu tuần dương nhẹ và tàu khu trục Anh đã xông vào hàng chiến trận Đức lúc vào khoảng 21 giờ 20 phút; trong trận đụng độ ngắn nhưng ác liệt diễn ra sau đó, Markgraf bắn trúng tàu tuần dương Calliope năm lần bằng dàn pháo hạng hai. Hạm đội lập lại được đội hình lúc 23 giờ 30 phút, với Markgraf là chiếc thứ 13 trong đội hình 24 tàu chiến chủ lực Đức.
Vào khoảng 02 giờ 45 phút ngày 1 tháng 6, nhiều tàu khu trục Anh tung ra một đợt tấn công bằng ngư lôi vào phần nữa sau của hàng chiến trận Đức. Thoạt tiên Markgraf ngừng bắn do tung tích của các tàu khu trục chưa được nhận diện rõ; nhưng pháo thủ trên Grosser Kurfürst đã xác định đúng các con tàu trên là thù địch và đã nổ súng trong lúc nó quay đi nhằm tránh các quả ngư lôi có thể đã được phóng ra, buộc Markgraf phải làm theo. Hỏa lực mạnh của phía Đức đã buộc các tàu khu trục Anh phải rút lui. Đến 05 giờ 06 phút, Markgraf cùng nhiều thiết giáp hạm khác đã bắn vào cái mà chúng nghĩ là một tàu ngầm.
Hạm đội Biển khơi Đức xoay xở xuyên thủng qua lực lượng hạng nhẹ Anh mà không thu hút sự chú ý từ những thiết giáp hạm của Jellicoe, cuối cùng về đến Horns Reef lúc 04 giờ 00. Khi về đến Wilhelmshaven, Markgraf tiến vào cảng trong khi nhiều tàu chiến khác chiếm lấy những vị trí phòng thủ phía ngoài rìa vũng biển. Con tàu được chuyển đến Hamburg nơi nó được sửa chữa trong ụ nổi của xưởng tàu AG Vulcan; công việc kết thúc vào ngày 20 tháng 7. Trong quá trình trận chiến, Markgraf đã bắn tổng cộng 254 quả đạn từ dàn pháo chính cùng 214 quả đạn pháo hạng hai 15 cm. Nó bị bắn trúng năm quả đạn pháo hạng nặng, khiến mười một người thiệt mạng cùng mười ba người khác bị thương.

### Các hoạt động tiếp theo
Sau khi hoàn tất việc sửa chữa vào tháng 7, Markgraf tiến hành chạy thử máy tại khu vực Baltic. Con tàu được tạm thời điều sang tăng cường cho Đội Tuần tiễu 1 cho một chiến dịch dự định tiến hành vào ngày 18-19 tháng 8. Do các tàu chiến-tuần dương Seydlitz và Derfflinger bị hư hại nặng sau trận Jutland, đơn vị này chỉ còn hai chiếc có khả năng hoạt động là Von der Tann và Moltke; do đó Grosser Kurfürst cùng với Markgraf và chiếc thiết giáp hạm vừa mới đưa vào hoạt động Bayern được tạm thời chuyển sang Đội Tuần tiễu 1. Phía Anh đã biết được kế hoạch của Đức và đã cho toàn bộ Hạm đội Grand xuất trận để đối đầu. Đến 14 giờ 35 phút, Scheer được cảnh báo về sự xuất hiện của Hạm đội Grand, và vì không muốn đối đầu với toàn bộ Hạm đội Grand chỉ mười một tuần sau khi trận Jutland kết thúc, nên đã quay mũi lực lượng của mình rút lui trở về các cảng Đức.
Markgraf đã có mặt trong cuộc tiến quân vô sự đến Sunderland vào ngày 18-20 tháng 10. Một đợt huấn luyện đơn vị được Hải đội Chiến trận 3 tiến hành từ ngày 21 tháng 10 đến ngày 2 tháng 11. Hai ngày sau đó, con tàu chính thức tái gia nhập Hải đội 3. Đến ngày 5 tháng 11, hai tàu ngầm U-boat bị mắc cạn tại bờ biển Đan Mạch, nên các lực lượng hạng nhẹ được gửi đến để hỗ trợ chúng, và Hải đội Chiến trận 3, vốn đang từ Bắc Hải đi đến Wilhelmshaven, được lệnh theo sau bảo vệ. Trong hoạt động này, tàu ngầm Anh J1 đã phóng ngư lôi nhắm vào cả Grosser Kurfürst lẫn Markgraf, gây ra những hư hại trung bình. Trong hầu hết thời gian của năm 1917, Markgraf đảm trách nhiệm vụ canh phòng tại Bắc Hải, chỉ ngắt quãng bởi đợt tái trang bị vào tháng 1 và các đợt huấn luyện đơn vị định kỳ tại Baltic.

### Chiến dịch Albion

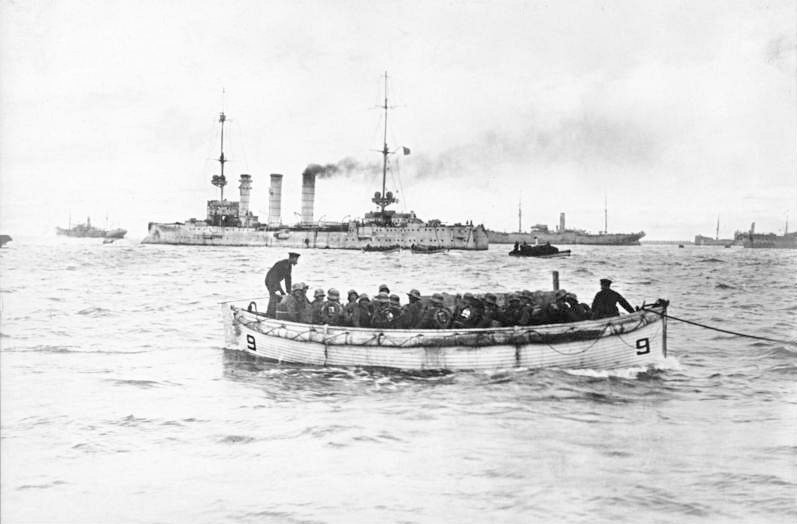
Lực lượng Đức đổ bộ tại Ösel

Vào đầu tháng 9 năm 1917, sau khi Đức chiếm được cảng Riga của Nga, Hải quân Đức quyết định xóa sổ lực lượng Hải quân Nga vốn còn đang trụ lại vịnh Riga. Nhằm mục đích này, Bộ Tổng Tư lệnh Hải quân (Admiralstab) vạch ra một chiến dịch tại quần đảo Moonsund, đặc biệt nhắm vào các khẩu đội pháo Nga trên bán đảo Sworbe thuộc Ösel. Ngày 18 tháng 9, mệnh lệnh được đưa ra cho một chiến dịch phối hợp Lục-Hải quân nhằm chiếm các đảo Ösel và Moon; lực lượng hải quân chủ yếu bao gồm soái hạm Moltke cùng với Hải đội Chiến trận 3 của Hạm đội Biển khơi, gồm có Đội 5 bao gồm bốn chiếc lớp König, vào lúc này được bổ sung thêm chiếc thiết giáp hạm mới Bayern, và Đội 6 bao gồm năm chiếc lớp Kaiser. Cùng với chín tàu tuần dương hạng nhẹ, ba chi hạm đội tàu phóng ngư lôi cùng nhiều tàu rải mìn và tàu quét mìn, toàn bộ lực lượng bao gồm khoảng 300 tàu chiến, được sự hỗ trợ của trên 100 máy bay và sáu khí cầu zeppelin. Lực lượng tấn công gồm khoảng 24.600 sĩ quan và binh sĩ.
Đối đầu với lực lượng Đức là các thiết giáp hạm tiền-dreadnought cũ của Nga Slava và Tsarevitch, các tàu tuần dương bọc thép Bayan, Admiral Makarov và Diana, 26 tàu khu trục, nhiều tàu phóng lôi và pháo hạm; ba tàu ngầm Anh thuộc lớp C cũng được cho đặt căn cứ trong vịnh. Eo biển Irben, lối ra vào chính của vịnh Riga, được rải mìn dày đặc và được bảo vệ bởi một số khẩu đội pháo phòng thủ duyên hải. Lực lượng đồn trú tại Ösel ban đầu lên đến gần 14.000 người, nhưng vào năm 1917, lực lượng tại đây bị suy giảm còn khoảng 60-70%.

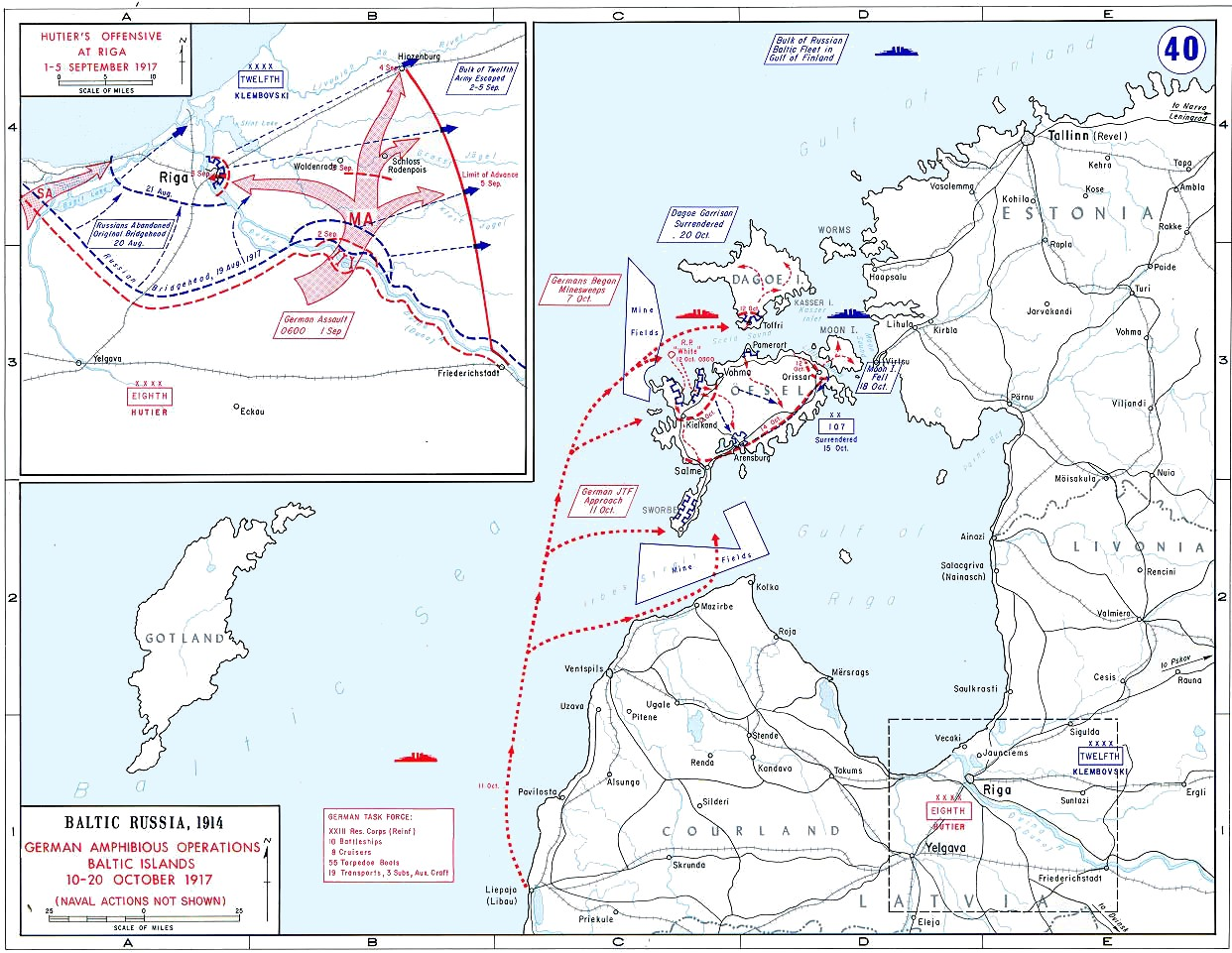
Bản đồ trình bày sự di chuyển của Hải quân và Lục quân Đức để chiếm Riga và các đảo trong vịnh Riga

Chiến dịch bắt đầu vào ngày 12 tháng 10, khi Moltke cùng bốn thiết giáp hạm lớp König bảo vệ cho việc đổ bộ lực lượng bằng cách áp chế các khẩu đội pháo bờ biển đang bảo vệ vịnh Tagga. Markgraf nổ súng vào khẩu đội tại mũi Ninnast. Sau khi việc đổ bộ thành công, Hải đội Chiến trận 3 di chuyển về Putziger Wiek, mặc dù Markgraf tiếp tục ở lại phía sau trong nhiều ngày. Đến ngày 17 tháng 10, Markgraf rời vịnh Tagga gia nhập trở lại hải đội của nó trong vịnh Riga, nhưng vào sáng sớm hôm sau nó bị mắc cạn ở lối ra vào Kalkgrund. Con tàu nhanh chóng được giải thoát, và nó đi đến vị trí thả neo của Hải đội 3 về phía Bắc Larina Bank vào ngày 19 tháng 10. Ngày hôm sau Markgraf di chuyển đến eo biển Moon, rồi đến ngày 25 tháng 10 tham gia bắn phá các vị trí của quân Nga trên đảo Kynö. Con tàu quay trở lại Arensburg vào ngày 27 tháng 10, và hai ngày sau được cho tách khỏi lực lượng của Chiến dịch Albion để quay trở lại Bắc Hải.
Markgraf trúng phải hai quả mìn liên tiếp đang khi ở trong eo biển Irben và bị tràn khoảng 260 tấn (260 tấn Anh; 290 tấn Mỹ) nước. Con tàu tiếp tục đi đến Kiel ngang qua Neufahrwasser tại Danzig; nó được chuyển đến Wilhelmshaven, nơi những hư hại do mìn được sửa chữa. Công việc được hoàn tất tại Xưởng tàu Đế chế từ ngày 6 đến ngày 23 tháng 11. Sau khi công việc sửa chữa hoàn tất, Markgraf quay trở lại nhiệm vụ canh phòng tại Bắc Hải. Nó lỡ mất một dự định bắn phá đoàn tàu vận tải Anh vào ngày 23-25 tháng 4 năm 1918, vì đang ở trong ụ tảu tại Kiel từ ngày 15 tháng 3 đến ngày 5 tháng 5 để trang bị một cột ăn-ten mới phía trước.
Markgraf cùng ba con tàu chị em được dự định để tham gia hoạt động cuối cùng của hạm đội vào cuối tháng 10 năm 1918, nhiều ngày trước khi Hiệp định Đình chiến với Đức có hiệu lực. Phần lớn Hạm đội Biển khơi sẽ xuất phát từ căn cứ của chúng ở Wilhelmshaven để đối đầu với Hạm đội Grand của Anh; Reinhard Scheer, lúc này là Đại Đô đốc (Großadmiral) của Hạm đội, dự định gây tổn thất cho Hải quân Anh càng nhiều càng tốt nhằm duy trì một vị thế mặc cả tốt cho việc thương lượng hòa bình của Đức bất chấp tổn thất có thể phải chịu đựng. Tuy nhiên, nhiều người trong số những thủy thủ đã mệt mỏi vì chiến tranh cảm thấy chiến dịch này sẽ ngăn trở tiến trình hòa bình và kéo dài thời hạn chiến tranh. Sáng ngày 29 tháng 10 năm 1918, mệnh lệnh được đưa ra để chuẩn bị khởi hành từ Wilhelmshaven để tập trung lực lượng tại Jade Estuary vào ngày hôm sau. Bắt đầu từ đêm 29 tháng 10, thủy thủ trên chiếc Thüringen và sau đó trên nhiều tàu chiến khác kể cả Markgraf, làm binh biến. Sự bất ổn cuối cùng đã buộc Hipper và Scheer phải hủy bỏ chiến dịch. Được thông báo về tình hình, Kaiser phát biểu "Tôi không còn có một lực lượng Hải quân nữa".

### Số phận

Bản đồ vị trí các con tàu bị đánh đắm tại Scapa Flow. Markgraf được đánh dấu với số 6

Sau khi Đức đầu hàng vào tháng 11 năm 1918, hầu hết tàu chiến của Hạm đội Biển khơi, kể cả Markgraf, bị lưu giữ tại căn cứ hải quân Anh tại Scapa Flow, dưới quyền chỉ huy của Chuẩn Đô đốc Ludwig von Reuter. Trước khi Hạm đội Đức khởi hành, Đô đốc Adolf von Trotha khẳng định lại với von Reuter chỉ thị không được để cho phe Đồng Minh chiếm các con tàu trong bất kỳ tình huống nào. Hạm đội đã gặp gỡ tàu tuần dương hạng nhẹ Anh Cardiff, vốn đã dẫn đầu các con tàu Đức đi đến điểm gặp gỡ hạm đội Đồng Minh, một lực lượng khổng lồ bao gồm 370 tàu chiến của Anh, Mỹ và Pháp, vốn sẽ hộ tống hạm đội Đức đến Scapa Flow. Khi bị lưu giữ trong suốt thời gian diễn ra các cuộc đàm phán hòa bình, mà sau này cuối cùng sẽ dẫn đến Hiệp ước Versailles, các khẩu pháo của chúng bị bất hoạt bằng cách tháo bỏ khóa nòng, và con tàu được bảo trì bởi một thủy thủ đoàn tối thiểu gồm 200 sĩ quan và thủy thủ.
Một bản in của báo The Times cung cấp thông tin cho von Reuter rằng Thỏa thuận Ngừng bắn sẽ hết hiệu lực vào giữa trưa ngày 21 tháng 6 năm 1919, thời hạn cuối cùng mà Đức phải ký vào Hiệp định hòa bình. Đô đốc Von Reuter đưa đến kết luận người Anh sẽ tìm cách chiếm hữu các con tàu Đức sau khi Thỏa thuận Ngừng bắn hết hiệu lực. Không biết rằng thời hạn của thỏa thuận đã được triển hạn đến ngày 23 tháng 6, ông quyết định đánh đắm các con tàu của mình vào cơ hội thuận tiện đầu tiên có được. Sáng ngày 21 tháng 6, Hạm đội Anh rời Scapa Flow tiến hành thực tập huấn luyện; và đến 11 giờ 20 phút Reuter truyền mệnh lệnh này đến các con tàu của mình. Markgraf chìm lúc 16 giờ 45 phút. Các binh sĩ Anh làm nhiệm vụ canh gác đã nỗ lực ngăn chặn việc đánh đắm các con tàu; trong lúc hoảng loạn họ đã nổ súng làm thiệt mạng vị chỉ huy của Markgraf, lúc đó đang trên một xuồng cứu sinh, cùng một thủy thủ. Tổng cộng các binh lính canh gác đã giết chết chín người Đức và làm bị thương 21 người. Số còn lại gồm khoảng 1.860 sĩ quan và thủy thủ bị bắt giam.
Không giống như hầu hết các tàu chiến chủ lực bị đánh đắm khác, Markgraf không bao giờ được cho nổi lên. Nó cùng các tàu chị em bị đánh đắm ở vùng nước sâu hơn các con tàu khác, khiến cho các nỗ lực trục vớt chúng khó khăn hơn. Việc Chiến tranh Thế giới thứ hai nổ ra vào năm 1939 đã làm gián đoạn mọi công việc trục vớt, và sau chiến tranh người ta xác định việc trục vớt các xác tàu ở sâu hơn không còn ý nghĩa thực tiễn về phương diện tài chính. Quyền trục vớt xác đắm của các con tàu trong tương lai đã được bán cho Anh vào năm 1962. Độ sâu mà các con tàu bị chìm đã bao bọc chúng khỏi các bụi phóng xạ còn lại trong khí quyển sau các vụ bắn thử nghiệm vũ khí nguyên tử. Vì vậy, Markgraf cùng các con tàu chị em trở thành một trong những địa điểm có thể đến được hiếm hoi cung cấp nguồn thép không bị nhiễm phóng xạ, vốn thỉnh thoảng được tháo dỡ để sử dụng trong các dụng cụ khoa học. Markgraf cùng các con tàu khác dưới đáy Scapa Flow là một địa điểm lặn phổ biến, và được bảo vệ bởi luật ngăn chặn thợ lặn thu hồi các vật dụng của xác tàu đắm.